# Budaors Clay Court Championships 2004
Il Budaors Clay Court Championships 2004 è stato un torneo di tennis facente parte della categoria ATP Challenger Series nell'ambito dell'ATP Challenger Series 2004. Il torneo si è giocato a Budaörs in Ungheria dal 5 al 10 luglio 2004 su campi in terra rossa.

## Vincitori

### Singolare
Ignacio González King ha battuto in finale  Gabriel Trujillo Soler 6-4, 6-4

### Doppio
Ignacio González King /  Gabriel Trujillo Soler hanno battuto in finale  Ota Fukárek /  Stéphane Robert 3-6, 6-2, 6-3